# Hrabová (Šumperki járás)
Hrabová település Csehországban, Šumperki járásban. Hrabová Dubicko, Bohuslavice, Leština, Lesnice, Police, Zvole és Rohle településekkel határos. Lakosainak száma 698 fő (2024. január 1.).

## Népesség
A település lakosságának változását az alábbi diagram mutatja:
| Lakosok száma | 606  | 689  | 819  | 619  | 647  | 557  | 632  | 645  | 664  | 698  |
|               | 1869 | 1890 | 1921 | 1950 | 1980 | 2001 | 2017 | 2019 | 2022 | 2024 |